# Кочкурга
Кочкурга — деревня в Устьянском районе Архангельской области.

## География
Находится в южной части Архангельской области на расстоянии приблизительно 54 км на восток-северо-восток по прямой от административного центра района поселка Октябрьский на берегу озера Деревенское (ранее Кочкурское).

## История
В 1859 году здесь (деревня Кочкурская Вельского уезда Вологодской губернии) было учтено 12 дворов. До 2022 года входила в Илезское сельское поселение до его упразднения.

## Население
Численность населения: 92 человека (1859 год), 4 (русские 100 %) в 2002 году, 0 в 2010.